# Tjärnflotjärnen (Lockne socken, Jämtland)
Tjärnflotjärnen är en sjö i Östersunds kommun i Jämtland och ingår i Indalsälvens huvudavrinningsområde.